# Roy Brown (Komiker)
Roy „Chubby“ Brown (eigentlich Royston Vasey, * 3. Februar 1945 in Grangetown, Redcar) ist ein britischer Komiker, Schauspieler, Drehbuchautor und Musiker. Er bezeichnet sich selbst als den „gröbsten und unfreundlichsten“ Comedian.

## Biografie
Brown verließ die Stahlindustriestadt Grangetown, in der er geboren wurde, im Alter von 14 Jahren. Nach einem Gelegenheitsgig als Comedian in den 1970er Jahren begann seine blaue Periode, in der er komplett in Blau gekleidet auftrat. Sein Manager hatte ihm diese Strategie empfohlen, um sich auf dem umkämpften Comedymarkt von den ansonsten oft clean wirkenden Kollegen abzuheben. Nachdem er anfänglich Probleme hatte, das Publikum für sich zu begeistern, gelang es ihm nun umso besser. Dabei machte er Späße über sich selbst, aber auch über männliche Unzulänglichkeiten, was besonders bei Frauen, die ein Drittel seines Publikums ausmachten, gut ankam.
Mitte der 1990er Jahre war Brown als Gast auf Smokies Neuaufnahme ihres Hits Living Next Door to Alice, die im Frühjahr 1995 als Who the F**k Is Alice? Platz drei der britischen und Platz 18 der deutschen Charts erreichte, zu hören. Dem Lied steuerte er ein paar gesprochene Zeilen hinzu. Mit der Weihnachtssingle Rockin’ Good Christmas folgte im Dezember 1996 ein zweiter Charterfolg. Das Lied erreichte Platz 51 im Vereinigten Königreich. Auch die Alben Take Fat and Party (1995) und Fat Out of Hell (1996) konnten sich in den UK-Charts platzieren.

## Diskografie

### Alben
- 1995: Take Fat and Party
- 1996: Fat Out of Hell
- The Best of Chubby Brown – So Far
- Common as Muck
- The 4 Faces of Chubby Brown

### Singles
- 1995: Living Next Door to Alice (Who the F**k Is Alice?) (1995) (Smokie feat. Roy Chubby Brown)
- 1996: Rockin’ Good Christmas
- Halfway Round the World (Hooper feat. Roy Chubby Brown)